# Sekai no chūshin de, ai o sakebu (serie televisiva)
Sekai no chūshin de, ai o sakebu (世界の中心で、愛をさけぶ?), conosciuta in inglese come Crying Out Love, in the Center of the World, è un dorama stagionale estivo prodotto da TBS e mandato in onda nel 2004; si tratta della trasposizione televisiva del romanzo di Kyōichi Katayama del 2001 divenuto un best seller in patria e pubblicato in italiano col titolo Gridare amore dal centro del mondo. La versione televisiva contiene una trama in parte originale che non compare nel libro.
La storia ha anche avuto un adattamento manga illustrato da Kazumi Kazui nel 2004, pubblicato negli Stati Uniti col titolo Socrates in Love e in Italia da Kappa Edizioni in volume unico; nel 2005 ne è stato poi prodotta una versione cinematografica coreana dal titolo My Girl and I, un remake della prima pellicola cinematografica nipponica Sekai no chūshin de, ai o sakebu.

## Trama
Un uomo di 34 anni, medico impegnato e molto apprezzato da tutti, non riesce a superare il grande trauma del suo passato, nonostante il fatto siano oramai già passati quasi 17 anni: la tragica perdita del grande amore della sua vita. Torna nella città della sua giovinezza dove ancora abita la sua famiglia e lì incomincia a ripercorrere con la memoria tutti gli episodi trascorsi di quel breve ma indimenticabile periodo, quando la sua Aki faceva ancora parte di questo mondo. È tornato per vedere un'ultima volta il suo vecchio liceo prima che venga demolito, ma a lui non sembrano passati 17 anni, bensì tutto gli si ripresenta più vivo che mai come se fosse appena accaduto.
Una sua conoscente, una donna della sua stessa età con un figlio piccolo che già s'è molto affezionato all'uomo, lo segue e viene un po' alla volta a conoscenza del dolore struggente che ancora attanaglia il cuore di Saku: quando lei era incinta e il padre già se n'era andato lasciandola sola, Saku è stato l'unico a supportarla e consigliarla di non abortire ma tenere nonostante tutto il bambino. Oggi quel bambino chiede a Saku se vuole diventare il suo nuovo papà: ma lui porta ancora sempre con sé una boccetta con le ceneri di Aki, che non è mai riuscito in tutto questo tempo a disperdere nell'aria per liberarsi finalmente di quel passato che non vuole passare.
In una piccola cittadina del sud del Giappone della seconda metà degli anni '80, Sakutaro Saku e Aki e i loro amici, che hanno già trascorso assieme gli anni delle scuole medie come compagni di classe, si apprestano a diventare studenti liceali: il gruppo condivide i piccoli problemi personali di quell'età, ogni tanto fanno qualche escursione e si aiutano con le lezioni.
Dopo essersi goduti le vacanze estive tornano sui banchi di scuola, e stavolta a Saku capita improvvisamente d'innamorarsi di Aki, nonostante il fatto ch'ella sia già segretamente (neppure lei lo sa) amata da Tomoyo, il ragazzo timido e occhialuto della compagnia. Aki è rappresentante di classe e sta preparando una rappresentazione del Romeo e Giulietta di William Shakespeare per il festival scolastico. Hanno tutti 17 anni, sono nel pieno delle forze e pieni di sogni e speranze.
Purtroppo però poco dopo alla ragazza viene diagnosticato un principio di leucemia, questo dopo esser stata in gita con Saku nell'isola abbandonata davanti alla baia ed aver trascorso la notte assieme: la giovane inizia ad aver sempre più frequenti capogiri e svenimenti e forti perdite di sangue dal naso. Tale infermità la rende sempre più incapace di veder gli amici o anche solo di uscir di casa, fino a che non viene ricoverata d'urgenza in ospedale a tempo indeterminato.
Saku e gli altri rimangono letteralmente travolti dalla notizia e cercano di fare quanto è nelle loro possibilità per tener alto il morale della compagna: Aki era stata molto vicina a Saku consolandolo quando questi aveva dovuto affrontare la perdita del nonno a cui era molto legato e questo il ragazzo non può certo dimenticarlo; da perfetto innamorato dedica ogni attimo del suo tempo libero a lei. Riesce a trattener Aki dal suicidio in un momento di disperazione della ragazza, la quale cerca di annegarsi in mare: gli promette solennemente di stargli sempre accanto e non abbandonarla mai, qualsiasi cosa accada.
Continuano a comunicare e scambiarsi messaggi attraverso una serie di audiocassette che registrano e che poi si passano l'un l'altro; lei è confinata in una stanza d'ospedale e non può più vedere il cielo, chiede pertanto a Saku di fotografarlo per lei. Aki non potrà andare in gita con la sua classe in Australia come avrebbe tanto desiderato, soprattutto per poter vedere il "centro del mondo" che secondo la tradizione aborigena è situato nelle Ayer Rock o monte Uluru. Saku acquista i biglietti per portarvela e fargli realizzare così il suo ultimo desiderio; ma Aki muore poco prima della partenza.
Diciassette anni dopo Saku è ancora tormentato e non riesce a superare il dolore terribile che più vivo che mai lo attanaglia; in ricordo di lei ha studiato per diventare un medico affermato e poter così aiutar altre persone con lo stesso male del suo primo grande amore. Tornato in paese tenta il suicidio nello stesso luogo dove lui stesso l'aveva impedito ad Aki, ma qualcosa lo trattiene. Ritorna anche in superficie il ricordo di quando si sono fatti una fotografia con lei vestita da sposa, come se fossero diventati marito e moglie. Il padre di Saku ha ereditato il negozio di fotografo del nonno ed anche il ragazzo coltiva la passione di catturare e fermare in certo qual modo il tempo attraverso uno scatto.
Per tutti gli anni passati come ricercatore specializzato in malattie incurabili Saku ha sempre vissuto come se metà del suo essere fosse morto con Aki 17 anni prima.

## Protagonisti
- Sakutaro Matsumoto, interpretato da Naoto Ogata (all'età di 34 anni) e da Takayuki Yamada (all'età di 17 anni).

Chiamato "Saku-chan" da Aki, il suo nome deriva da quello del poeta giapponese Sakutaro Hagiwara. Studente del 2º anno di liceo a 17 anni, medico in aspettativa a 34.
- Aki Hirose, interpretata da Haruka Ayase

17 anni. Rappresentante di classe, amica e futura fidanzata di Saku; si scoprirà presto soffre di leucemia. Frequenta il club di atletica.
- Ryunosuke Oki, interpretato da Kōtarō Tanaka

17 anni. Compagno di classe e amico d'infanzia di Sakutaro, il suo nome deriva da quello dello scrittore Ryūnosuke Akutagawa. È figlio di un pescatore.
- Kentaro Matsumoto, interpretato da Tatsuya Nakadai

72 anni. Nonno di saku, possiede uno studio fotografico; poco prima di morire ha confessato la storia del suo amore giovanile a Saku e Aki, convincendo poi il nipote ad andar a rubare al cimitero le ceneri della sua amata di un tempo, per poter mischiarle con le sue quando sarebbe giunto il momento di darsi l'ultimo addio.
- Aki Kobayashi, interpretata da Sachiko Sakurai

34 anni. Miglior amica di Sakutaro fin dai tempi del college; lo ama da sempre e lotta per non prendere semplicemente il posto dell'altra Aki come sostituta. Madre single, ha cresciuto e allevato da sola il figlioletto, il quale vede già Saku come una figura paterna. Lavora in una compagnia di assicurazioni.
- Akiyoshi Nakagawa, interpretato da Tasuku Emoto

17 anni. Compagno di classe e amico di Sakutaro.
- Tomoyo Ueda, interpretata da Yuika Motokariya

17 anni. Amica di Aki e sua compagna di classe; prova un sentimento d'amore nei confronti di Ryunosuke. Frequenta il club di atletica.
- Fumiko Matsumoto, interpretata da Kaho Indou

13 anni. Sorella minore di Sakutaro.
- Teshimi Yatabe, interpretata da Yuki Matsushita (all'età di 35 e 52 anni)

Insegnante d'inglese di Saku e Aki. Supervisiona il club di atletica.
- Junichiro Matsumoto, interpretato da Katsumi Takahashi (all'età di 47 e 64 anni)

Padre di Saku. Lavora per una cooperativa agricola, ma dopo la morte del padre preferisce succedergli allo studio fotografico.
- Tomiko Matsumoto, interpretata da Satoko Oshima (all'età di 43 e 60 anni)

Madre di Saku
- Ayako Hirose, interpretata da Satomi Tezuka (all'età di 43 e 60 anni)

Madre di Aki
- Makoto Hirose, interpretato da Tomokazu Miura (all'età di 48 e 65 anni)

Padre di Aki. Gestisce un ufficio di architettura.
- Kazuki Kobayashi, interpretato da Tomoaya Nakajou

6 anni. Figlioletto di Aki Kobayashi ed affezionatissimo a Sakutaro.
- Tadashi Yasura, interpretato da Kei Tanaka

17 anni. Rappresentante di classe assieme ad Aki ed innamorato di lei.
- Kumi Ikeda, interpretato da Yuki Asaka

17 anni.
- Chihiro Krosawa, interpretato da Haruka Mizuno

17 anni.

### Altri
- Kazuyuki Asano: medico dell'ospedale che ha in cura Aki.
- Isao Takeno: Isao, venditore di takoyaki
- Mami Uematsu: amore giovanile del nonno
- Signor Ueda, interpretato da Hajime Okayama: (epi 5)

padre di Tomoyo, gestisce una farmacia.
- Junpei Mashima, interpretato da Jun Toba (epi 6-7)

Paziente leucemico nello stesso ospedale in cui si trova Aki.
- Erina Asai: Yasuda
- Aya Hirano
- Yoshihiro Nozoe: padre di Nakagawa, è sacerdote shintoista al tempio cittadino.

## Episodi
| Nº | Titolo italiano (traduzione letterale) Giapponese 「Kanji」 - Rōmaji  | In onda           | In onda |
| Nº | Titolo italiano (traduzione letterale) Giapponese 「Kanji」 - Rōmaji  | Giapponese        |         |
| 1  | Lettera del maestro 「恩師からの手紙」 - Onshi karano tegami          | 2 luglio 2004     |         |
| 2  | Una piccola distanza 「微妙な距離」 - Bimyōna kyori                   | 9 luglio 2004     |         |
| 3  | Separazione eterna 「永遠の別れ」 - Eien no wakare                    | 16 luglio 2004    |         |
| 4  | L'ultimo giorno 「最後の日」 - Saigo no nichi                         | 23 luglio 2004    |         |
| 5  | L'ombra strisciante 「忍び寄る影」 - Shinobi yoru kage                | 30 luglio 2004    |         |
| 6  | Viaggio verso la vita 「生への旅路」 - Nama heno tabiji               | 6 agosto 2004     |         |
| 7  | Una notte senza alba 「明けない夜」 - Ake nai yoru                    | 13 agosto 2004    |         |
| 8  | Proposta 「プロポーズ」 - Puropōzu                                    | 20 agosto 2004    |         |
| 9  | Scelta negli ultimi momenti di vita 「最期の選択」 - Saigo no sentaku | 27 agosto 2004    |         |
| 10 | Per favore, salvami... 「たすけてください…」 - Tasuketekudasai...     | 3 settembre 2004  |         |
| 11 | Qualche forma 「かたち あるもの」 - Katachi arumono                   | 10 settembre 2004 |         |
| SP | Laurea dopo 17 anni 「17年目の卒業」 - 17 nenme no gyō                | 17 settembre 2004 |         |

## Sigla
Katachi aru mono di Kō Shibasaki.